# Donaciinae
Donaciinae — підродина жуків із родини листоїдів.

## Опис
Жуки завдовжки від 5 до 15 мм. 

## Поширення
На території Північної Америки мешкають 53 види з чотирьох родів. 

## Екологія та місцеперебування
Дорослі жуки живуть біля води (ставка, маршах, річки) на водяних рослинах. 

## Роди
- Donacia
- Donaciella
- Macroplea
- Plateumaris